# Cercenasco
Cercenasco (en français Sesnasque) est une commune italienne de la ville métropolitaine de Turin dans la région Piémont en Italie.

## Administration
| Période                                  | Période  | Identité             | Étiquette    | Qualité |
| ---------------------------------------- | -------- | -------------------- | ------------ | ------- |
| 14 juin 2004                             | En cours | Germano Dealessandri | lista civica |         |
| Les données manquantes sont à compléter. |          |                      |              |         |

### Communes limitrophes
Castagnole Piemonte, Scalenghe, Buriasco, Virle Piemonte, Vigone